# 홀리엔젤 대학교
홀리엔젤대학교(Holy Angel University : HAU)는 필리핀의 가톨릭 명문 사립대학교이며 센트럴루존에서 규모가 가장 큰 대학교이다.
1933년 6월 Don Juan Nepomuceno에 의해 설립되었다. 최초 혼성 가톨릭 고등학교로 시작되었고, 부속고등학교와 초등학교가 있다. 필리핀 종합대학 상위에 랭크되어 있다.

## 캠퍼스
도심에 8헥타르 규모의 메인캠퍼스가 있으며, 2020년까지 Pampanga, Porac에 Alviera 캠퍼스를 추가 완공할 예정이다.

## 전공
8개의 학부가 있으며 경영 및 회계학부의 역사가 가장 오래되었다.
- School of Arts and Sciences
- School of Business and Accountancy
- School of Education
- School of Engineering and Architecture
- School of Nursing and Allied Medical Sciences
- School of Hospitality and Tourism Management
- School of Computing
- Criminal Justice Education and Forensics

### 대학원
- 경영학 석사
- 회계학 석사
- 기업가 정신의 과학 석사
- 행정학 석사
- 공무원 행정 석사
- 공무원 관리 및 행정 증명서
- 정보 기술 석사
- 사이버 보안 전문 석사
- 예술 석사
  - 지도 및 상담
  - 영어 교육
  - 수학 교육
  - 라이브러리 사이언스
  - 과학 교육
  - 교육 관리
  - 영어 영문학 (논문)
- 특수 교육 석사
- 필리핀 교육학 석사
- 종교 교육 예술 석사
- 심리학 석사
- 공학 프로그램 석사
  - 전기 공학
  - 전자 공학
  - 산업 공학
- 공학 과학 석사
- 간호학 석사
- 간호학 석사
  - 모자 건강 간호
  - 성인 건강 간호
  - 지역 사회 간호
  - 정신 건강 및 정신 간호
  - 간호학
- 보건 서비스 행정학 석사
- 호텔 및 외식경영학 석사
- 경영학 박사
- 교육 관리 철학 박사
- 간호 교육 철학 박사
  - 교육 리더십 및 관리
- 기술 박사

- 커뮤니케이션 학사
- 심리학 학사

- 초등 교육 학사
  - 유치원 교육
  - 특수 교육
- 중등 교육 학사
  - 영어 전공
  - 사회학 전공
  - 수학 전공
  - 필리핀 전공
  - 종교 및 가치 교육 전공
  - 체육, 건강 및 음악 전공
  - 체육 전공-스포츠 (골프)
  - 생물 과학 전공
  - 물리학 전공
- 도서관 및 정보 과학 학사

- 회계학 학사
- 회계 기술 과학 학사
- 경영학 학사
  - 법률 관리
  - 경영 관리
  - 마케팅 관리
  - 인적 자원 개발 관리

- 항공 공학 과학 학사
- 토목 공학 과학 학사
- 컴퓨터 공학 학사
- 전자 공학 학사
- 전기 공학 학사
- 산업 공학 학사
- 기계 공학 과학 학사
- 건축 과학 학사

- 의료 기술 학사
- 방사선 기술 학사
- 간호 학사

- 정보 기술 학사
  - 네트워크 관리 전공
  - 웹 개발 전공
  - 애니메이션 전공
- 엔터테인먼트 및 멀티미디어 컴퓨팅 학사
- 컴퓨터 학사

- 호텔 및 외식경영학 학사
- 요리 예술 경영 학사
- 관광 경영  학사
- 관광 경영 학사, 이벤트 관리 전공

- 범죄학 학사
- 법의학 학사

- 고등학교 (11 학년 및 12 학년)
- 중학교 (7-10 학년)

- 대학 비즈니스 교육 국제 회의 (IACBE)
- 학교, 대학 및 대학의 필리핀 인증 협회 (PAASCU)
- 학교, 대학 및 대학의 국립 체육 협회 (NAASCU)

- 필리핀 가톨릭 교육 협회
- 필리핀 대학 협회
- 필리핀 가톨릭 대학교 협회
- 사립 교육 협회 조정위원회
- 가톨릭 대학교 국제 연맹
- 필리핀 비전통 교육 협회
- 아시아 태평양 대학 협회
- 필리핀 대학원 교육 협회
- 필리핀 예술 대학 협회
- 교사 교육 필리핀 협회
- 대학 경영 대학 필리핀 협회
- 비서 교육 아시아 재단 필리핀 협회

- Manuel V. Pangilinan, 인문학 박사, 2009[2]
- Washington SyCip, 과학 박사 ( 경영 ), 2010[3]
- Jaime Augusto Zobel de Ayala, 과학 박사 ( 경영 ), 2011[4]
- Dr. Christopher Bernido, 인문학 박사, 2012[5]
- 닥터 마 Victoria Carpio-Bernido, 인문학 박사, 2012
- Luis Antonio Tagle 추기경, 마닐라 대주교, 인문학 박사, 2013[6]
- Amando Tetangco, Jr., 행정학 박사, 2014[7][8]
- Ramon Jimenez Jr., 호텔 경영학 박사, 2018[9]